# Tonggu
För andra betydelser, se Tonggu (olika betydelser).
Tonggu, tidigare romaniserat Tungku, är ett härad som lyder under Yichuns stad på prefekturnivå i Jiangxi-provinsen i sydöstra Kina.